# Orabazes II
Orabazes II foi um príncipe arsácida, provavelmente um parente do xainxá Vologases IV (r. 147–191), que tornar-se-ia xá (rei) de Caracena, um reino localizado na cabeceira do golfo Pérsico. Seu reinado foi de 150/1 a 165. Como a maioria dos governantes caracenos, é conhecido sobretudo por suas moedas. Em sua cunhagem, a grafia de seu nome varia e as legendas, em geral, estão parcialmente corrompidas. Além disso, até agora, apenas duas moedas conhecidas possuem datas legíveis (151 e 156/7). É o primeiro governante caraceno a usar texto aramaico em vez do grego, embora as imagens na moeda ainda sejam helenísticas.